# ريتشارد دانزيغ
ريتشارد دانزيغ (بالإنجليزية: Richard Danzig)‏ (و. 1944 – م) هو بروفيسور (أستاذ جامعي)، ومحام من الولايات المتحدة الأمريكية ولد في مدينة نيويورك.
تولى منصب الأمين العام .وهو عضو في الحزب الديمقراطي الأمريكي .

## التعليم
تعلم في جامعة ييل، وكلية ييل للحقوق، وجامعة أوكسفورد.

## مناصب وهيئات
أدار جامعة هارفارد.